# Cernotina ohio
Cernotina ohio là một loài Trichoptera trong họ Polycentropodidae. Chúng phân bố ở miền Tân bắc.